# Павия
Павѝя (на италиански: Pavìa) е италиански град и община в областта Ломбардия, на река Тичино. Той е главен административен център на едноименната провинция Павия. Население 70 914 жители от преброяването към 30 юни 2009 г.

## История
През 765 г. лангобардски крал става Дезидерий. Лангобардската столица е Павия, а кралят назначава за херцог на Беневенто фриулския аристократ Арихис, за когото омъжва дъщеря си Аделперга. Павел Дякон попада в столицата Павия през 40-те г. на VІІІ в., където изучава граматика при Флавиан. След 758 г. Павел Дякон е в обкръжението на Аделперга в Беневенто. През 763 г. той ѝ посвещава поема с акростих „Adelperga pia“, а 10 г. по-късно през 773 г. ѝ посвещава своя труд „Римска история“. Очевидно след 758 г., когато е сватбата на Аделперга и съпругът ѝ е произведен от своя тъст крал Дезидерий за херцог на Беневенто, Павел Дякон се е преместил от Павия на юг, заедно с Арихис и жена му. Тоест той много добре познава българите в Беневенто и вероятно това е в основата на интереса
му към тяхното минало.

## Личности
Родени
- Джироламо Кардано (1501 – 1576), италиански ренесансов математик, лекар, философ и астролог;
- Лиутпранд (920 – 972), епископ.

## Побратимени градове
- Безансон, Франция
- Вилнюс, Литва